# Ctimene nocturnignis
Ctimene nocturnignis là một loài bướm đêm trong họ Geometridae.